# Pace di Nikolsburg
La pace di Nikolsburg o pace di Mikulov fu firmata il 31 dicembre 1621 presso Nikolsburg, in Moravia (oggi Mikulov, in Repubblica Ceca). Metteva fine al conflitto tra il principe di Transilvania Gabriele Bethlen e l'imperatore Ferdinando II, iniziato nel 1619.

## Eventi che condussero alla firma del trattato
Gli scontri tra le forze asburgiche e quelle di Bethlen si inseriscono nel più ampio contesto della guerra dei trent'anni (1618 - 1648); approfittando della difficile situazione di Ferdinando dopo l'insurrezione boema del 1618 (vedi la fase boema della guerra dei trent'anni), Bethlen, nel 1619, con l'appoggio ottomano, attaccò i territori asburgici dell'Ungheria Reale, occupandoli quasi completamente. L'imperatore, data l'impossibilità di intervenire efficacemente, fu costretto, nel gennaio del 1620, a firmare una tregua che riconosceva all'avversario il possesso di 13 contee dell'Ungheria Reale.

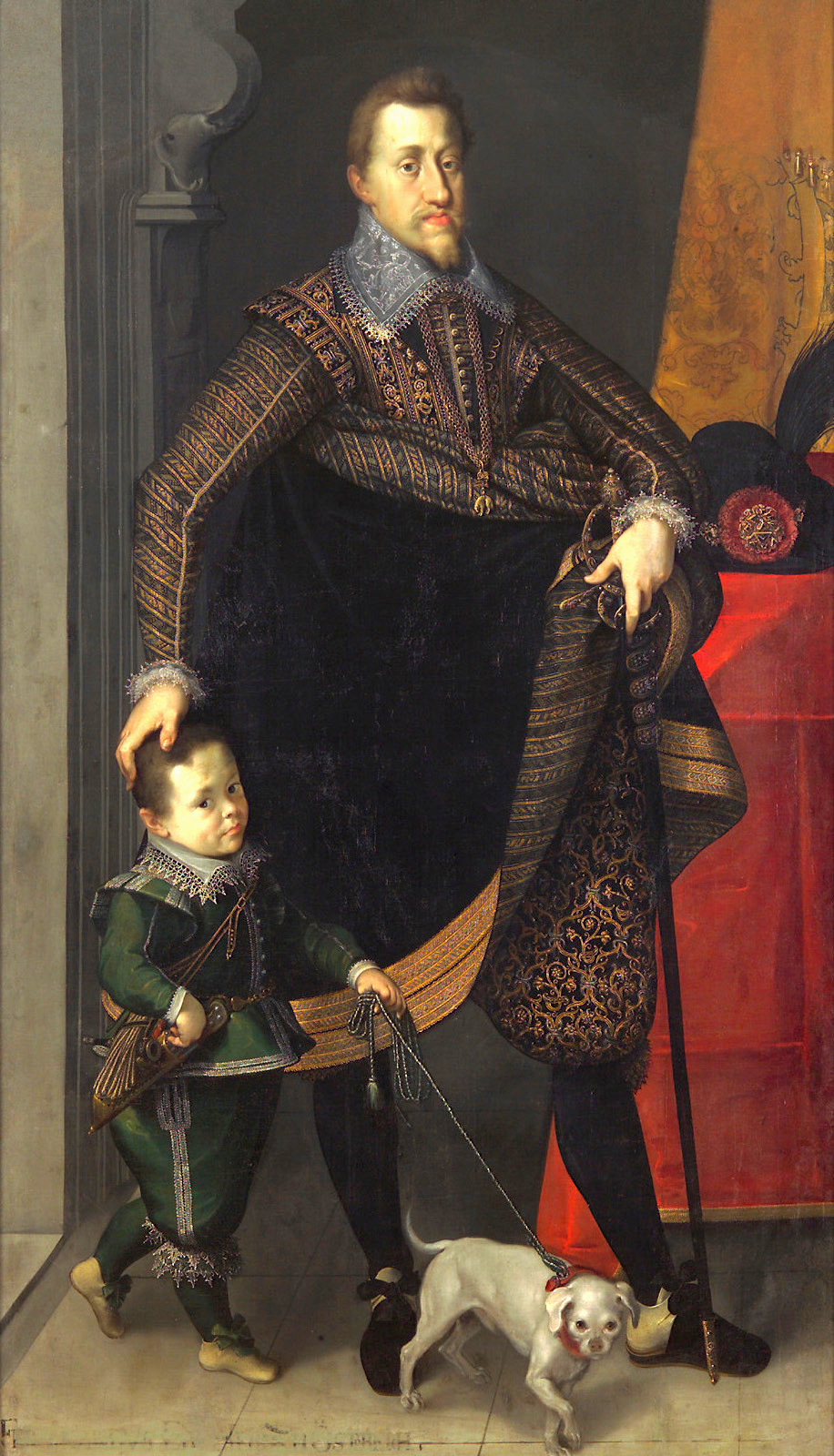
l'imperatore Ferdinando II

Il conflitto riprese nel settembre dello stesso anno, e questa volta Ferdinando, dopo avere sconfitto i boemi nella decisiva battaglia della Montagna Bianca, poté facilmente rioccupare i territori perduti; Bethlen, non avendo voluto ridistribuire le proprietà dei nobili cattolici all'aristocrazia protestante, si trovò senza appoggio interno, ed anche gli ottomani ritirarono il loro supporto. A questo punto i contendenti si prepararono a firmare la pace, riunendosi a Nikolsburg.

## Termini del trattato
Il trattato prevedeva la rinuncia da parte di Gabriele Bethlen alle pretese sul trono ungherese. In cambio, Ferdinando accettava di osservare le condizioni contenute nella pace di Vienna del 1606, che prevedevano la piena libertà di culto per i protestanti in Transilvania, ed acconsentiva a convocare una dieta generale entro sei mesi. In aggiunta, Bethlen riceveva il titolo formale di "principe imperiale di Transilvania", il possesso di sette contee sull'alto corso del fiume Tibisco (negli odierni stati di Slovacchia, Ucraina, Ungheria e Romania), il controllo delle fortezze di Tokaj, Mukacheve ed Ecsed ed un ducato nella regione della Slesia.
Il trattato, che garantiva a Bethlen notevoli vantaggi, consentiva a Ferdinando, con il ripristino della pace sul fronte ungherese, di dedicarsi pienamente ai problemi che si presentavano nell'Impero. In realtà il trattato non terminò gli scontri nell'area, che ripresero tra il 1623 ed il 1624 e nel 1626, quando Bethlen tentò di fornire supporto alle forze protestanti che combattevano contro l'imperatore; questi brevi conflitti furono terminati, rispettivamente, dal trattato di Vienna del 1624 e dalla terza pace di Presburgo del 1626, entrambi riconfermanti i termini di Nikolsburg.